# کلوانس
کلوانس، روستایی از توابع بخش صفاییه در شهرستان خوی، استان آذربایجان غربی می‌باشد.

## موقعیت جغرافیایی و جمعیت
این روستا در ۳۰ کیلومتری شمال غرب شهر خوی به سمت شهرستان چالدران و در دهستان سکمن آباد قرار دارد. بر اساس سرشماری سال ۱۳۹۵، جمعیت روستا ۱،۰۴۷ نفر (۳۱۰ خانوار) می‌باشد که از این نظر پس از روستای زاویه و شهر زرآباد سومین سکونتگاه پرجمعیت بخش صفائیه است. 
مردم روستا به زبان ترکی آذربایجانی سخن می‌گویند و مسلمان شیعه هستند.

## مکان‌های دیدنی
از مکان‌های دیدنی این روستای سرسبز و باصفا می‌توان به چشمهٔ آب معدنی کلوانس، سد خاکی و باغات پرحاصل روستا اشاره کرد.
1. چشمه آب معدنی گازدار کلوانس در جنوب غرب اراضی روستا و نرسیده به خود روستا با راه فرعی خاکی قرار دارد. آب این چشمه در ردیف آبهای بی کربنات مخلوط گازدار و آهن دار سرد قرار دارد و برای درمان ناراحتی‌های کلیوی و بیماری‌های پوستی بسیار مفید می‌باشد.
2. سد خاکی کلوانس بمنظور مدیریت و بهره‌وری از منابع آبی و مهار سیل در شرق این روستا احداث گردیده و اکنون به یکی از جاذبه‌های گردشگری روستا تبدیل شده‌است. گردشگران هر هفته جهت ماهیگیری و گذراندن اوقات فراغت و استفاده از مناظر طبیعی اطراف دریاچه به این سد می‌آیند.

## اقتصاد
اقتصاد روستا بر پایه‌های کشاورزی و دامداری استوار می‌باشد. از محصولات زراعی کلوانس می‌توان به سیب زمینی، کدو و آفتاب‌گردان اشاره کرد. در این روستا مزارع کشت سیب زمینی فراوانی وجود دارد و سیب زمینی کلوانس شهرت خاصی در منطقه دارد.